# Jangcsou
Jangcsou (kínaiul 扬州市) prefektúra szintű város Kínában, Csiangszu tartományban. Lakosainak száma 4 559 797 fő (2020).

## Népesség
| 2010 | 4 459 760 |
| 2020 | 4 559 797 |

## Testvérvárosok
- Nara
- Porirua
- Herzlija
- Csedzsu város
- Rimini
- Melaka
- Balasiha
- Offenbach am Main
- Orléans
- Vlora
- Velence
- Vaughan
- Tanga
- Zsitomir
- Richmond
- Lenakel
- Razgrad
- Oyo
- Orekhovo-Zuyevo
- Neubrandenburg
- Murcia
- Joszu
- Kristiansand
- Kilkenny
- Honolulu
- Kunszan
- Damietta
- Tegu
- Colchester
- Canberra